# Галітові
Галітові, тапаколові (Rhinocryptidae) — родина горобцеподібних птахів підряду Tyranni.

## Поширення
Поширені майже по всій Південній Америці (крім районів заболочених лісів) від Коста-Рики до Вогняної Землі.

## Опис
Це дрібні птахи (завдовжки 11-26 см, вагою 14-160 г), по зовнішньому вигляду і розмірам схожі на волове очко, дрозда. Міцний прямий дзьоб до кінця загострений. Ніздрі прикриті роговими кришечками. По задньому краю грудини 2 пари вирізок. Грудна мускулатура відносно слабка. Ноги подовжені, міцні, з сильною мускулатурою. Нижня гортань трахеального типу з однією парою голосових м'язів (у частини видів вони не розвинені). Крила короткі, округлі. Забарвлення коричневе, іноді з яскравими кольоровими плямами або смугами на голові, горлі, грудях і тощо. Статевий диморфізм забарвлення виражений лише у частини видів.

## Спосіб життя
Населяють ліси з підліском і густі чагарникові зарості; деякі види проникають у трав'янисті степи і безлісі високогір'я. Літають мало і неохоче. Легко і швидко бігають по землі. Годуються переважно на землі, іноді навіть розгрібаючи підстилку сильними ногами. Їдять комах, павуків, черв'яків, молюсків; поїдають ягоди і насіння, соковиті корінці.

## Розмноження
Гніздяться в коротких, викопаних самими птахами норах або (небагато видів) — у дуплах. Деякі види в'ють великі кулясті гнізда, розміщуючи їх в густих мутовках гілок в основі куща. У кладці 2-4, частіше білих яйця. Насиджують обидва партнери.

## Палеонтологія
Центр походження, мабуть, Південна Америка, хоча описані з середнього еоцену Вайомінгу (США) викопні рештки імовірно відносять до цієї родини.

## Класифікація
Родина містить 57 видів у 12 родах:
- Рід Турко (Pteroptochos), 3 види.
- Рід Тапакуло (Scytalopus), 42 види.
- Рід Дроздовий тапакуло (Scelorchilus), два види.
- Рід Галіто (Rhinocrypta), один вид: Rhinocrypta lanceolata.
- Рід Каштановий тапакуло (Liosceles), один вид: Liosceles thoracicus.
- Рід Бамбуковий тапакуло (Psilorhamphus), один вид: Psilorhamphus guttatus.
- Рід Макуквіно (Merulaxis), два види.
- Рід Eleoscytalopus, два види.
- Рід Вохристоволий тапакуло (Eugralla), один вид: Eugralla paradoxa.
- Рід Довгохвостий тапакуло (Myornis), один вид: Myornis senilis
- Рід Цяткований тапакуло (Acropternis), один вид: Acropternis orthonyx.
- Рід Бурий галіто (Teledromas), один вид: Teledromas fuscus.